# Cratere Charax
Charax è un cratere di 951 Gaspra situato nei pressi dell'equatore dell'asteroide. È utilizzato per determinare il meridiano principale del sistema di riferimento topografico di Gaspra, analogamente a quanto avviene sulla Terra con Greenwich.
Il cratere è stata battezzato dall'Unione Astronomica Internazionale con riferimento all'insediamento romano a Gaspra in Crimea (Ucraina).